# Ilias Sebaoui
Ilias Sebaoui (4 oktober 2001) is een Marokkaans-Belgisch profvoetballer die doorgaans als aanvallende middenvelder speelt. Hij verruilde in 2025 Feyenoord voor Sint-Truidense VV.

## Clubcarrière
Sebaoui maakte op 27 oktober 2021 zijn officiële debuut in het eerste elftal van Beerschot VA: in de bekerwedstrijd tegen Francs Borains (0-4-winst) liet trainer Javier Torrente hem in de 80e minuut invallen. In de blessuretijd bood hij Ramiro Vaca de assist voor de 0-4 aan. Ook in de volgende ronde mocht hij invallen, ditmaal tegen Standard Luik (2-0-verlies). Sebaoui kwam er in de 90e minuut in en kon niet vermijden dat Standard tijdens de verlengingen tweemaal scoorde. Op 18 december 2021 debuteerde hij in de Jupiler Pro League: op de twintigste competitiespeeldag viel hij tegen KV Oostende (0-2-verlies) in de 84e minuut in voor Ramiro Vaca.
Tijdens de wedstrijd tegen Zulte-Waregem maakte hij een goeie invalbeurt en kon zo aan de basis liggen van een doelpunt. Ook maakte hij een van een strafschop het doelpunt voor de 3-3 eindstand. Enkele dagen later mocht Sebaoui zijn eerste profcontract tekenen, hij tekende tot de zomer van 2025.
In de zomer van 2023 verruilde Sebaoui Beerschot voor Feyenoord , dat hem direct verhuurde aan FC Dordrecht, dat uitkwam in de Keuken Kampioen Divisie. Sebaoui speelde het seizoen 2023/24 alle wedstrijden voor Dordrecht en kwam tot elf doelpunten. 
Het seizoen erna verhuurde Feyenoord Sebaoui aan sc Heerenveen. Ook hier speelde hij bijna alles. Op 1 december 2024 maakte hij zijn eerste doelpunt in de Eredivisie, tegen NAC Breda (4-2). In de 81e minuut kwam hij in de ploeg voor Jacob Trenskow en in de 95e minuut maakte hij de 4-2 op aangeven van Levi Smans.
Medio 2025 tekende Sebaoui een contract bij STVV.

## Clubstatistieken
| Seizoen         | Club            | Land               | Competitie      | Competitie | Competitie | Beker | Beker | Internationaal | Internationaal | Overig | Overig | Totaal | Totaal |
| Seizoen         | Club            | Land               | Competitie      | Wed.       | Dlp.       | Wed.  | Dlp.  | Wed.           | Dlp.           | Wed.   | Dlp.   | Wed.   | Dlp.   |
| --------------- | --------------- | ------------------ | --------------- | ---------- | ---------- | ----- | ----- | -------------- | -------------- | ------ | ------ | ------ | ------ |
| 2021/22         | Beerschot VA    | Vlag van België    | Eerste klasse A | 10         | 3          | 2     | 0     | —              | —              | —      | —      | 12     | 3      |
| 2022/23         | Beerschot VA    | Vlag van België    | Eerste klasse B | 20         | 1          | 1     | 0     | —              | —              | 8      | 0      | 29     | 1      |
| 2023/24         | → FC Dordrecht  | Vlag van Nederland | Eerste divisie  | 38         | 11         | 2     | 0     | —              | —              | 2      | 0      | 42     | 11     |
| 2024/25         | → sc Heerenveen | Vlag van Nederland | Eredivisie      | 30         | 3          | 3     | 1     | —              | —              | —      | —      | 33     | 4      |
| 2025/26         | Sint-Truiden VV | Vlag van België    | Eerste klasse A | 0          | 0          | 0     | 0     | 0              | 0              | 0      | 0      | 0      | 0      |
| Carrière totaal | Carrière totaal | Carrière totaal    | Carrière totaal | 98         | 18         | 8     | 1     | 0              | 0              | 10     | 0      | 116    | 19     |

Bijgewerkt op 18 juni 2025.

## Interlandcarrière
Van 21 tot 30 maart 2022 nam Sebaoui met de U23 van Marokko deel aan een oefenkamp in Rabat. Eerder die maand liet hij in de Belgische media optekenen dat de keuze tussen België en Marokko voor hem “hartverscheurend” zou zijn.